# Breiter als der Türsteher
Breiter als der Türsteher ist das Debütalbum des deutschen Rappers Majoe. Es erschien am 5. September 2014 über das Hip-Hop-Label Banger Musik.

## Titelliste
1. Nur der Tod kann mich stoppen – 2:55
2. Stählerne Faust – 2:35
3. Prototyp Banger – 2:30
4. Wenn wir kommen – 2:38
5. Stresserblick (feat. Kurdo) – 2:54
6. BADT (feat. Farid Bang & Kollegah) – 3:19
7. BADT Skit – 0:55
8. Zahnpastalächeln – 3:27
9. Ghettosuperstar – 2:46
10. Bastard (feat. Jasko) – 2:19
11. Musterschwiegersohn – 3:02
12. Gladiator – 2:34
13. Legende – 2:30
14. Hantelbank – 3:27
15. Immer für dich da – 3:07
16. Muskulöse Übernahme (feat. Kollegah) – 4:09
17. Schwerter aus Gold – 3:02
18. Manchmal (feat. KC Rebell & Summer Cem) – 5:19
19. Bosshaft unterwegs (feat. Kollegah) (Bonus-Titel) – 3:54
20. Wir sind Macher (Bonus-Titel) – 2:48
21. Latina (Bonus-Titel) – 2:53
22. Teil der Bewegung (feat. Euch alle) (Bonus-Titel) – 4:21

## Rezeption

### Erfolg
Breiter als der Türsteher stieg auf Platz 1 der deutschen Album-Charts ein. Insgesamt hielt sich die Veröffentlichung sechs Wochen in den Charts. Auch in der Schweiz belegte das erste Soloalbum Majoes die höchste Position der Hitparade. In Österreich erreichte die Veröffentlichung Rang 3.

### Kritik
Die E-Zine Laut.de bewertete Breiter als der Türsteher mit einem von möglichen fünf Punkten. Aus Sicht der Redakteurin Laura Sprenger machen Majoes „hölzerner Vortrag gepaart mit grenzenloser Selbstüberschätzung, witzlosen Vergleichen und gähnend langweiligen Ansagen […] den Longplayer zu einem knapp 55-minütigen Albtraum“. Abgesehen von „Muskeln, Maseratis und Muschis“ offenbare sich „auch beim dritten Durchgang nicht“ mehr Inhalt. Zudem warte der Hörer vergeblich auf „ausgefeilte Reime, Tiefe oder gar Storytelling“. Auch die Gastbeiträge von Kurdo und Jasko werden kritisiert. Dagegen machen Kollegah und Farid Bang den Titelsong Badt „zum kleinen Höhepunkt“. Das Klangbild des Albums werde von „Chöre[n], Streicher[n] und drückende[n] Bässe[n]“ dominiert und von Sprenger als solide charakterisiert. Die Leser der Internetseite Laut.de wählten Majoes Debütalbum auf Platz 15 der „meistgehassten Alben des Jahres 2014“.